# كاتدرائية القديس فيلبس (برمنغهام)
كاتدرائية كنيسة القديس فيليبس (بالإنجليزية: Cathedral Church of Saint Philip)‏ هي كاتدرائية تتبع لكنيسة إنجلترا، وهي مقر أسقف برمنغهام. كانت بالأصل كنيسة أبرشيَّة شُيِّدَت على الطراز الباروكيّ، وهي من تصميم المعماريّ توماس أرتشر. كُرِّست كاتدرائية كنيسة القديس فيليبس في عام 1715. تقع في شارع كولمور رو وسط مدينة برمنغهام. أضحت الكاتدرائية مقر أبرشية برمنغهام المتأسسة حديثًا في عام 1905. تندرج تحت تصنيف بناء مُدرج من الدرجة الأولى.

## التاريخ

### التأسيس

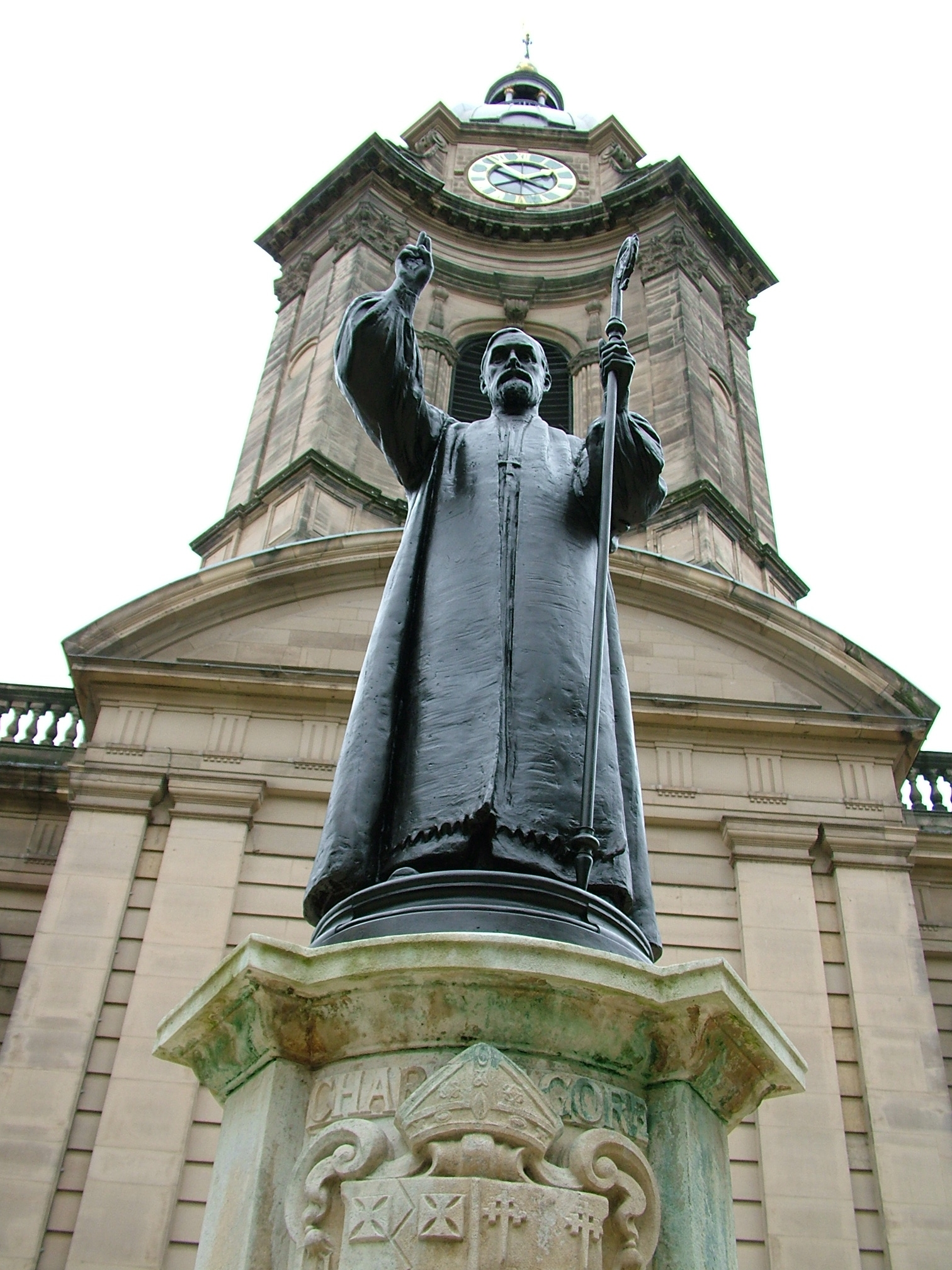
تمثال تشارلز غور (وهو أسقف برمنغهام الأول) من نحت توماس ستيرلينغ لي

خُطِّطَ لتشييد كنيسة القديس فيليبس بعدما أضحت كنيسة القديس مارتين القروسطيَّة المجاورة الواقعة في منطقة بول رينغ غير قادرة على استيعاب المصلين بفعل ازدياد عدد سكان برمنغهام. تبرع روبرت فيليبس بالأرض التي أقيمت عليها الكنيسة في عام 1710. تعدّ هذه الأرض من بين أعلى النقاط ارتفاعًا في المنطقة؛ حتَّى قِيلَ أنها تساوي في ارتفاعها ارتفاع الصليب الذي يعلو كاتدرائية القديس بولس في لندن. بدأت أعمال البناء بعد صدور قانون عن البرلمان في هذا الشأن في عام 1711. قام بتصميم الكنيسة المعماريّ توماس أرتشر. أصبحت الكنيسة جاهزة للتكريس في عام 1715. كُرَّست باسم الرسول فيليبس اعترافًا بعطاء المتبرع روبرت فيليبس. كانت هذه الكنيسة على الأرجح أول كنيسة يتولى أرتشر تصميمها، وذلك عدا عمله على المذبح المعاد بناؤه في تشيتشلي. قُدِّرت كلفة البناء بنحو عشرين ألف جنيه إسترليني، ولكن بلغ الرقم النهائي 5,012 جنيهًا إسترلينيًا فقط. يرجع السبب في ذلك إلى التبرعات التي غطت كثيرًا من مواد البناء، والتي نقِلت إلى الموقع بالمجان. احتفظت كنيسة القديس فيليبس بحالتها ككنيسة أبرشيَّة خلال الفترة الممتدة من عام 1715 حتَّى عام 1905.
تقع مكتبة القديس فيليبس الأبرشيَّة ضمن حرم الكاتدرائية. كانت محتوياتها هِبة من ويليام هيغز. بادر سبنسر مادان إلى تشييد قاعة للمطالعة بجوار منزل القسيس، وأطلق على القاعة اسم المكتبة الأبرشيَّة في عام 1792.

### الكاتدرائية
ازداد عدد الأبرشيات بالتوازي مع نمو المدن الصناعيَّة خلال القرنين الثامن عشر والتاسع عشر لتظهر الحاجة الملِّحة إلى استحداث مراكز إداريَّة جديدة. حصلت برمنغهام على حالة مدينة في عام 1889. شُيِّدت كاتدرائيتين جديدتين في مدينتي ليفربول وترورو. أمَّا في عددٍ من المدنِ الأخرى فمُنِحت عدد من الكنائس والأديرة القديمة القائمة أصلًا حالة كاتدرائيات من الناحية الإداريَّة. نالت كنيسة القديس فيليبس اسم كاتدرائية برمنغهام في عام 1905. وأضحى تشارلز غور أول أسقفٍ على رأسها. يعود الفضل في ذلك إلى الإجراءات التي اتخذها السياسي جوزيف تشامبرلين وأسقف وورستر تشارلز غور.

### الحرب العالمية الثانية
تعرَّضت الكاتدرائية للقصف والتدمير خلال الحرب العالمية الثانية في يوم 7 نوفمبر عام 1940. تولَّت جمعية برمنغهام المدنيَّة مهمة نقل أثمن كنوز الكاتدرائية وعدّة نوافذ -من تصميمِ الفنان إدوارد بورن جونز- خلال المراحل الأولى من الحرب، واستبدِلت دون أن يصيبها ضررٌ يذكر حين أعيد بناء المبنى في عام 1948.

## وصلات خارجية
- الموقع الرسمي لكاتدرائية القديس فيلبس (بالإنجليزية)